# Bercak Asri
Bercak Asri is een bestuurslaag in het regentschap Bondowoso van de provincie Oost-Java, Indonesië. Bercak Asri telt 2625 inwoners (volkstelling 2010).